# Vila Malijovských
Vila Malijovských či Vila Malijovských je sídelní romanticky novorenesanční vila v Borohrádku, která byla postavena v letech 1902 až 1904 podle návrhu architekta Aloise Dlabače pro podnikatelskou rodinu Malijovských.

## Historie
Výstavbu vily zadal roku 1902 Josef Malijovský (1838–1903), zdejší podnikatel majitel parní pily a továrny na parkety, jakožto zhotovení rodinného sídla na velkém pozemku v jihozápadní části města, nedaleko železniční trati a městského nádraží. Návrh stavby vypracoval v Praze sídlící architekt Alois Dlabač (1863–1930). Stavba byla měla bohatě zdobený interiér. Práce na zhotovení stavby a technické výkresy vypracoval stavitel František Josef Hodek, který s Dlabačem dlouhodobě spolupracoval. Dokončena byla roku 1904, čehož se však Josef Malijovský již nedožil, neboť zemřel o rok dříve.   
Stavba byla po roce 1948 znárodněna a zbavena účelu luxusního sídla. Ve druhé polovině 20. století došlo k přestavbě chátrajícího tanečního sálu u jihozápadní zdi vily na tříposchoďový bytový dům.

## Architektura
Vila je dvoupodlažní volně stojící budova obdélníkového půdorysu navržená ve stylu romantizující české neorenesance s prvky architektonického romantismu. Svými původními proporcemi připomíná renesanční zámek: majestátním vstupním portálem, řešením arkýře a fasády štítů. Na obou protilehlých stranách je pak osazena věžemi. Kryta je vysokou sedlovou střechou, půdní patro disponuje také zastřešenou terasou. Budovu obklopuje rozsáhlý pozemek v parkové úpravě.

## Galerie

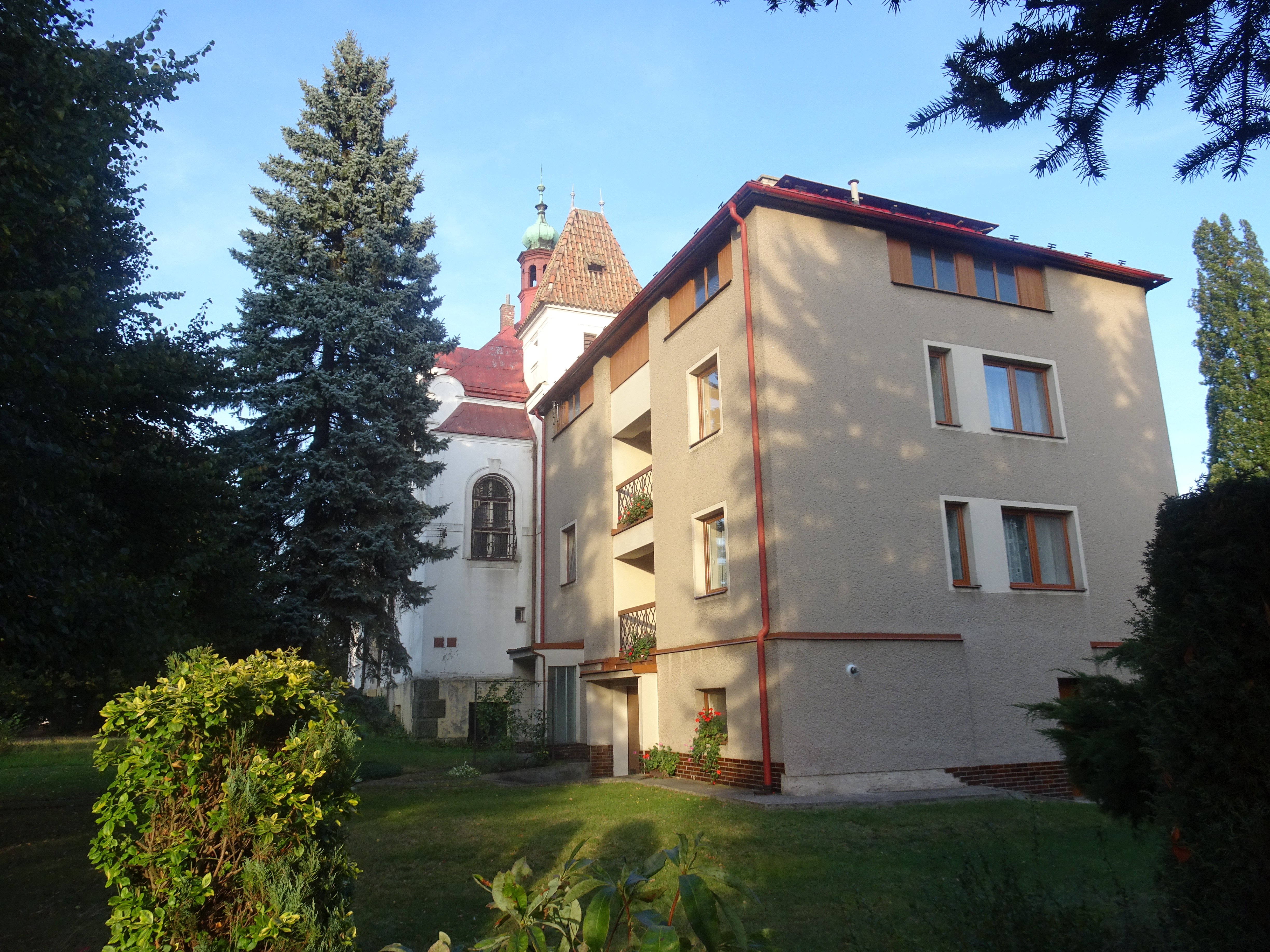
Obytná přístavba ze druhé poloviny 20. století
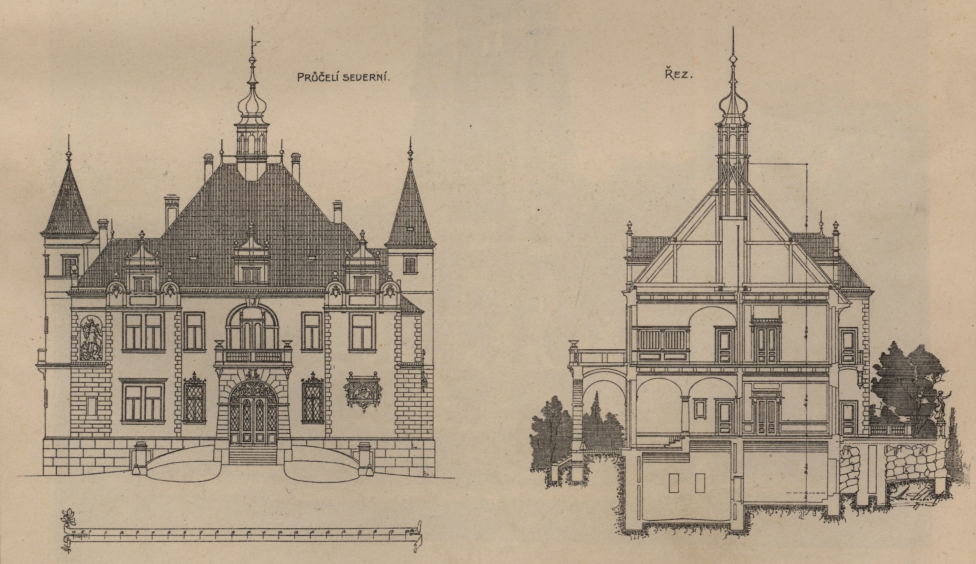
Severní průčelí a řez stavbou
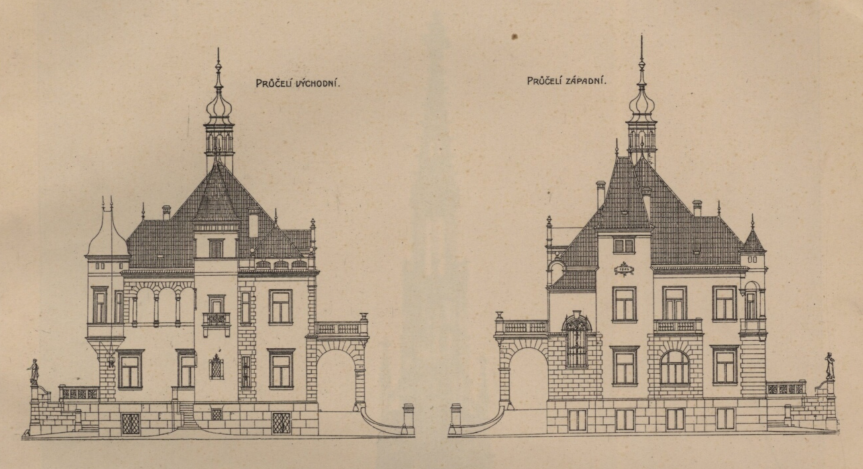
Západní a východní pohled
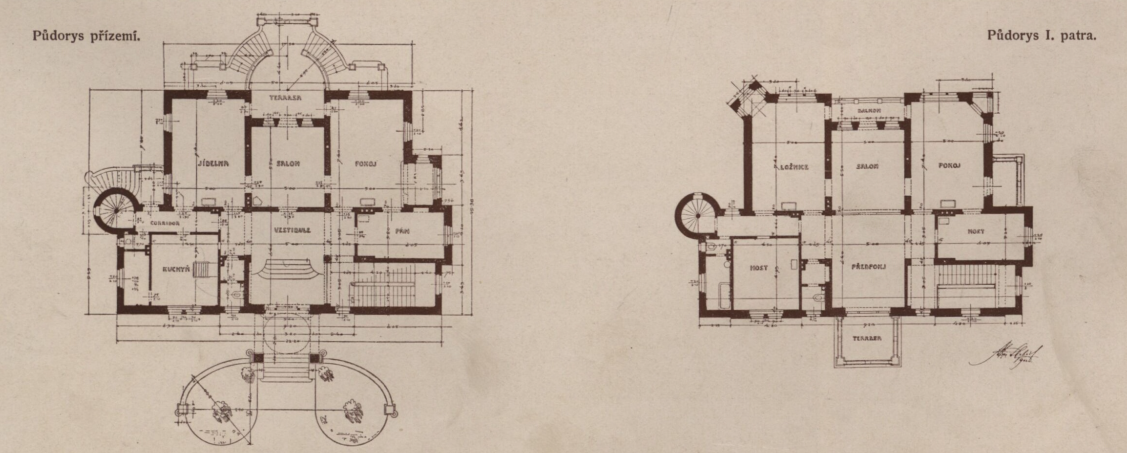
Pudorys přízemí a prvního patra